# レプチャ語
レプチャ語（レプチャご）またはロン語（ロンご）は、インドと中国に挟まれたシッキム（現在はインドの州）で話されている言語である。チベットの一地方語である。
言語学的にはシナ・チベット語族チベット・ビルマ語派に属する。表記にはチベット文字を元に18世紀初頭に作られたレプチャ文字を用いる。
日本語の起源はレプチャ語であるとする安田徳太郎の『万葉集の謎』がベストセラーになり一時話題になったことがある。しかし、実際は稚拙な語呂合わせに過ぎなかったと言われている。